# Melanie Wolfers

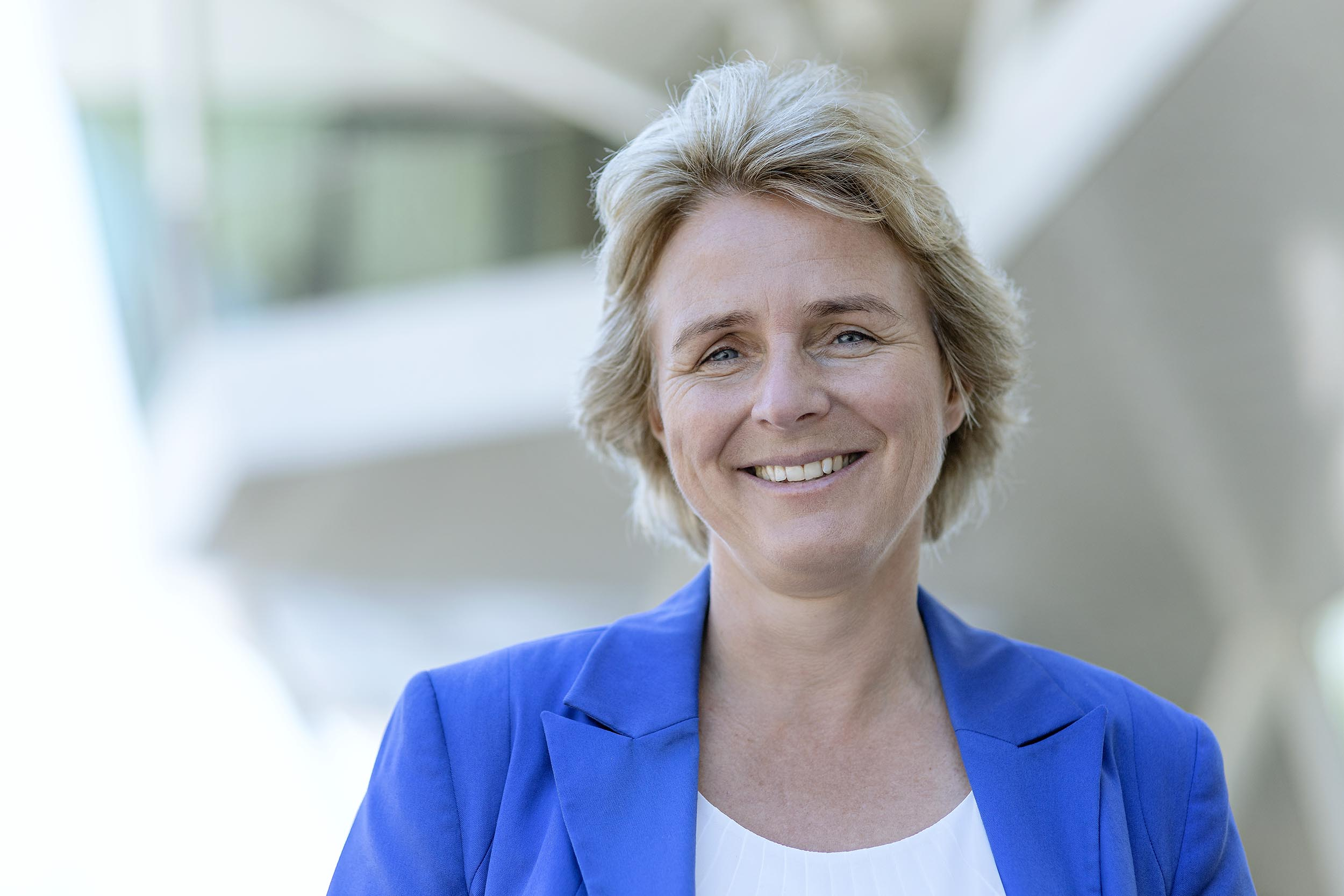
Melanie Wolfers (2021)

Melanie Wolfers (* 23. Mai 1971 in Flensburg) ist eine deutsche, in Österreich lebende Theologin, Philosophin, Ordensfrau, Podcasterin, Rednerin, Autorin und TV-Moderatorin.

## Leben
Ihren ursprünglichen Plan, Querflöte zu studieren, musste sie aufgeben, weil sie sich bei einem Sturz vom Pferd die Schulter brach. Sie studierte Theologie und Philosophie in Freiburg im Breisgau und München und promovierte in theologischer Ethik zum fundamentalethischen Entwurf von Klaus Demmer. Für ihre Dissertation erhielt sie den Bernhard-Welte-Preis. Nach Abschluss ihrer Studien arbeitete sie als Hochschulseelsorgerin in München.
Im Jahr 2004 trat sie in Österreich in die internationale Ordensgemeinschaft der Salvatorianerinnen ein und gründete das Projekt IMpulsLEBEN, das sich an junge Erwachsene richtet. Sie ist eine der bekanntesten christlichen Autorinnen im deutschsprachigen Bereich, Speakerin, Podcasterin und Spiegel-Bestsellerautorin. Für ihr vielfältiges Werk erhielt sie im Jahr 2023 den Großen Peter-Wust-Preis.
Melanie Wolfers betreibt den Podcast „Ganz schön mutig“. Von der Speakeragentur „Martina Kapral“ vertreten, spricht sie auf Unternehmer-Events, auf Konferenzen, Tagungen und zu privaten Festanlässen.  Ihre Themenpalette umfasst: Mut und Veränderungsbereitschaft, Zuversicht und Resilienz, Entscheidungsfreude und spirituelles Leben. Seit Oktober 2024 ist sie in der ZDF-Sendung „Die letzte Bank“ als Moderatorin und Gastgeberin zu sehen. Im Frühjahr 2025 sprach sie in einem Interview für die österreichische Tageszeitung "Kurier" über ihr Leben.

## Werke
- Atlas der unbegangenen Wege. Eine Reise zu dir selbst. bene! Verlag 2025, München, ISBN 978-3-96340-323-1.
- Nimm der Ohnmacht ihre Macht. Entdecke die Kraft, die in dir wohnt. bene! Verlag 2023, München, ISBN 978-3-96340-252-4.
- Zuversicht. Die Kraft, die an das Morgen glaubt. bene! Verlag 2021, München, ISBN 978-3-96340-206-7.
- Entscheide dich und lebe! Von der Kunst, eine kluge Wahl zu treffen. bene! Verlag 2020, München, ISBN 978-3-96340-117-6.
- Trau dich, es ist dein Leben. Die Kunst, mutig zu sein. bene! Verlag 2018, München, ISBN 978-3-96340-022-3.
- mit Andreas Knapp: Religion als Sprengstoff? Was man heute über Islam und Christentum wissen muss. bene! Verlag 2018, München, ISBN 978-3-96340-004-9.
- Herzensmensch. Das kleine Buch der Freundschaft. adeo 2017, Asslar
- Herzensmensch – Das Postkartenbuch. Freundschaft macht das Leben reich. adeo 2017, Asslar
- Freunde fürs Leben. Von der Kunst, mit sich selbst befreundet zu sein. adeo 2016, Asslar, ISBN 978-3-86334-113-8.
- Die Kraft des Vergebens. Wie wir Kränkungen überwinden und neu lebendig werden. Herder, HC 2013, TB 2016, Freiburg ISBN 978-3-451-06823-2.
- mit Andreas Knapp: Selig, die den Frieden leben. Ein Plädoyer für die Religion. benno 2010
- mit Andreas Knapp: Glaube, der nach Freiheit schmeckt. Eine Einladung an Zweifler und Skeptiker. HC Pattloch 2009, Herder TB 2015, aktualisierte Neuauflage bene! Verlag 2023, München, ISBN 978-3-96340-257-9.
- mit Willi Lambert: Dein Angesicht will ich suchen. Sinn und Gestalt christlichen Betens. Herder 2005, Freiburg
- Theologische Ethik als handlungsleitende Sinnwissenschaft. Der fundamentalethische Entwurf. von Klaus Demmer, Herder 2002, ISBN 3-451-28071-X.